# Mesopediasia
Mesopediasia és un gènere d'arnes de la família Crambidae.

## Taxonomia
- Mesopediasia hemixanthellus (Hampson, 1896)
- Mesopediasia psyche Bleszynski, 1963